# روش‌شناسی سامانه نرم
روش‌شناسی سامانه نرم (SSM) یک رویکرد به مدل‌سازی فرایند سازمانی (مدل‌سازی فرایند کسب و کار) است و می‌تواند برای حل مسائل عمومی و مدیریت تغییرات مورد استفاده قرار گیرد این برنامه در انگلستان توسط توسط یک برنامه تحقیقاتی ۱۰ ساله در دانشگاه سیستم دانشگاه لنکستر توسعه داده شد.

## مقالات
- دال کوپری و همکاران (2007) سیستم‌های نرم‌افزاری روش‌شناسی گروه علوم کامپیوتر، دانشگاه کلگری.
- مارک پاب ماباچ، جوزف ون ورد ورف و FJ Tromp (2000). هنر مدل‌سازی در SSM، در مقالات ISSS جلسه ۲۰۰۰.
- ایان بیلی (2008) MODAF و سیستم‌های نرم‌افزاری  کاغذ سفید.
- ایوانوف، ک. (1991). سیستم‌های تفکر انتقادی و فناوری اطلاعات. - در J. تجزیه و تحلیل سیستم‌های کاربردی ، ۱۸، 39-55. (ISSN 0308-9541). بازبینی روش‌شناسی سیستم‌های نرم‌افزاری در رابطه با تفکر انتقادی سیستم.

1. ↑   Checkland, PB (2001) متدولوژی سیستم‌های نرم‌افزاری، در J. Rosenhead و J. Mingers (eds)، تجزیه و تحلیل ریاضی برای یک موضوع مشکوک به نظر می‌رسد. چیچستر: ویلی